# Olivier Bocquet
Pour les articles homonymes, voir Bocquet.
Olivier Bocquet est un romancier et scénariste français de bande dessinée et de télévision.

## Biographie
Olivier Bocquet a travaillé un temps pour la télévision française en écrivant des scénarios de dessins animés pour la jeunesse. Il rédige ensuite un roman et réalise des courts métrages, puis il exerce pour la bande dessinée.
En 2010, les éditions Pocket organisent un concours de romans sur internet : « Thriller Mania ». Olivier Bocquet y présente le roman Turpitudes, qui narre « un vilain trafic chez les petits bourgeois de province ». L'auteur remporte le concours, ce qui vaut à son ouvrage d'être publié.
En 2013, Bocquet (scénario) et Julie Rocheleau (dessin) publient leur première bande dessinée, chez Dargaud : le triptyque La Colère de Fantômas. Cette publication reçoit un accueil public et critique favorable dans la presse,,.
Avec la dessinatrice Léonie Bischoff, Bocquet adapte en bande dessinée les romans policiers de Camilla Läckberg. Trois volumes sont parus : La Princesse des glaces, Le Prédicateur, et Le Tailleur de pierre,,. Les deux artistes ont communiqué avec Läckberg pour ajuster leur style et se sont rendus quelques jours en Suède pour s'entretenir avec elle et sur les lieux de l'intrigue, Fjällbacka. L'auteure, après quelques retouches initiales, se montre satisfaite de cette adaptation.
Avec Jean-Marc Rochette, dessinateur de la série de science-fiction post-apocalyptique Le Transperceneige, Bocquet assure le scénario du dernier tome : Terminus, paru en 2015 (Casterman). Toujours avec Rochette, Bocquet co-scénarise Ailefroide, altitude 3954 (2018), dont l'accueil critique est très positif ; l'ouvrage reçoit le prix Ouest-France - Quai des Bulles 2018 et fait partie de la sélection officielle festival de la bande dessinée d'Angoulême en janvier 2019.
À partir de 2017, Bocquet publie chez Dupuis la série Frnck, avec un dessin de Brice Cossu. L'histoire porte sur un orphelin qui, en tombant dans un lac, se trouve transporté à l'ère préhistorique. Il s'agit d'une série « entre fantastique et humour ».
Toujours avec Cossu, auquel se joint Alexis Sentenac, Bocquet reprend Spirou et Fantasio pour Le Triomphe de Zorglub.
Il écrit avec Hervé Hadmar le scénario de Notre-Dame, la part du feu, une mini-série en 6 épisodes réalisée par Hervé Hadmar et mise en ligne en octobre 2022 sur Netflix.

## Œuvres

### Romans
- Turpitudes, Pocket, 2010, réédition chez Michel Lafon Poche, 2020
- Du plomb dans la tête, Michel Lafon, 2020 réédition chez Pocket, 2022

### Bande dessinée
- La Colère de Fantômas, dessin de Julie Rocheleau, Dargaud

1. Les Bois de Justice, 2013
2. Tout l'or de Paris, 2014
3. À tombeau ouvert, 2015

- Lune et l'autre, dessin et scénario de Gabriel Germain, Casterman, 2014

- Adaptations des romans homonymes de Camilla Läckberg, dessin de Léonie Bischoff coll. « Univers d'auteurs », Casterman, 
  - La Princesse des glaces, 2014, 128 pages   (ISBN 9782203074651)
  - Le Prédicateur, 2015,  (ISBN 2203078332)
  - Le Tailleur de pierre, juin 2018  (ISBN 9782203088474)

- Terminus - Transperceneige, dessin de Jean-Marc Rochette, Casterman, octobre 2015

- Frnck, dessin de Brice Cossu, Dupuis

1. Le Début du commencement, mars 2017
2. Le Baptême du feu, août 2017
3. Le Sacrifice, janvier 2018
4. L’Éruption, août 2018
5. Cannibales, juin 2019
6. Dinosaures, janvier 2020
7. Prisonniers, septembre 2020
8. Exode, avril 2022
9. Apocalypse, avril 2024

- Spirou et Fantasio - Le Triomphe de Zorglub, dessin de Brice Cossu et Alexis Sentenac, Dupuis, 2018

- Ailefroide - Altitude 3954, co-scénarisé et dessiné par Jean-Marc Rochette, Casterman, 2018
- Ladies With Guns, dessin de Anlor, couleurs de Elvire De Cock, Dargaud
  - Tome 1, janvier 2022, 64 p.  (ISBN 978-2205087338)
  - Tome 2, septembre 2022, 64 p.  (ISBN 9782205202816)
  - Tome 3, janvier 2024, 72 p.  (ISBN 978-2205207927)
- Le métier le plus dangereux du monde, dessin de Fabio Lai, couleurs de Fabien Alquier, Dupuis

1. Face. Louna.  Mai 2023
2. Pile. Ziad.  Mai 2023

- Soda
  - Le Pasteur Sanglant. Juin 2023 (dessins de Bruno Gazzotti, couleurs de Usagi)

## Prix et récompenses
- 2010 : Lauréat du prix Thrillermania pour le roman Turpitudes
- 2013 : 
  - prix de bande dessinée du festival Interpol'Art de Reims pour La Colère de Fantômas, t. 1 : Les Bois de justice (avec Julie Rocheleau)[21]
  - prix BDGest'Arts du meilleur premier album pour La Colère de Fantômas, t. 1 : Les bois de justice (avec Julie Rocheleau)[22]
- 2014 :
  - Prix Bédéis causa Albéric-Bourgeois pour La Colère de Fantômas, t. 1 : Les Bois de justice (avec Julie Rocheleau)[23]
  - Prix Cutting Edge (nl) de la meilleure bande dessinée étrangère pour La Colère de Fantômas, t. 1 : Les Bois de justice (avec Julie Rocheleau)[24]
- 2015 : prix Bédéis causa Albéric-Bourgeois pour Tout l'or de Paris[25]
- 2016 : Prix BD Polar Expérience/Le Petit Bulletin, à Quais du polar, pour La Colère de Fantomas (avec Julie Rocheleau)[26]
- 2018 : 
  - Prix Ouest France - Quai des Bulles pour Ailefroide, altitude 3954 (avec Jean-Marc Rochette)[17]
  - 2018 :  Prix Saint-Michel Jeunesse pour Frnck, t. 3 : Le Sacrifice (avec Brice Cossu)
- 2023 : Prix Nouvelles Voix Du Polar (meilleur polar français) pour Du plomb dans la tête[27]
- 2024 : Bulot d'Or du scénariste, ex aequo avec Véro Cazot, au 22ème festival BD de Dieppe[28].

#### Chroniques
- Hubert Leclercq, « Le secret du tailleur de pierre », La Dernière Heure,‎ 14 juillet 2018
- Jean-Claude Loiseau, « La Colère de Fantômas Tome 1 : Les Bois de Justice Olivier Bocquet et Julie Rocheleau », Télérama,‎ 16 février 2013
- Laurence Le Saux, « Lu et approuvé. « Fantômas » : La Colère de Fantômas, d'Olivier Bocquet et Julie Rocheleau », Télérama,‎ 23 février 2013
- E. L., « La Colère de Fantômas. Tome 1 - Les Bois de justice Par Olivier Bocquet et Julie Rocheleau. », L'Express, no 3210,‎ 9 janvier 2013
- Lysiane Ganousse, « Fantômas, noir sang », L'Est républicain,‎ 6 avril 2013
- Louis Moulin, « Les superhéros franciliens d'antan font leur retour en BD », Le Parisien,‎ 18 mai 2013

#### Interviews
- Daniel Couvreur, Jean-Marc Rochette (int.) et Olivier Bocquet (int.), « Entretien : "La société alimente la science-fiction" », Le Soir,‎ 12 septembre 2015
- Christian Missia Dio, Olivier Bocquet (int.) et Léonie Bischoff (int.), « Olivier Bocquet : "J’aime la psychologie subtile des personnages de Camilla Läckberg" », sur Actua BD, 27 février 2014
- la rédaction, Olivier Bocquet (int.) et Brice Cossu (int.), « Les nouveaux héros de l’écurie Dupuis », L'Avenir,‎ 11 mars 2017
- Emmanuel Lafrogne et Olivier Bocquet (int.), « Olivier Bocquet : "De l’aventure humoristique" », sur ToutenBD, 8 septembre 2017